# Список футбольних команд України
Це список футбольних команд чемпіонату України, а також чемпіонату України серед аматорів.

## Чемпіонат України 2025/2026
| Емблема      | Команда             | Місто / село                                            | Стадіон                                              | Рік заснування |              |
| Прем'єр-ліга | Прем'єр-ліга        | Прем'єр-ліга                                            | Прем'єр-ліга                                         | Прем'єр-ліга   | Прем'єр-ліга |
| ------------ | ------------------- | ------------------------------------------------------- | ---------------------------------------------------- | -------------- | ------------ |
|              | «Верес»             | Рівне                                                   | «Авангард»                                           | 2015           |              |
|              | «Динамо»            | Київ                                                    | «Динамо» ім. Валерія Лобановського                   | 1927           |              |
|              | «Епіцентр»          | Кам'янець-Подільський (Хмельницька область)             | Міський ім. Романа Шухевича (Тернопіль)              | 2019           |              |
|              | «Зоря»              | Луганськ                                                | «Авангард» «Динамо» ім. Валерія Лобановського (Київ) | 1923           |              |
|              | «Карпати»           | Львів                                                   | «Україна»                                            | 2020           |              |
|              | «Колос»             | с. Ковалівка Білоцерківського району (Київська область) | «Колос»                                              | 2012           |              |
|              | «Кривбас»           | Кривий Ріг (Дніпропетровська область)                   | «Гірник»                                             | 2020           |              |
|              | ФК «Кудрівка»       | с. Кудрівка (Чернігівська область)                      | «Оболонь-Арена» (Київ)                               | 2006           |              |
|              | ЛНЗ                 | Черкаси                                                 | «Черкаси-Арена»                                      | 2006           |              |
|              | «Металіст 1925»     | Харків                                                  | «Металіст» Центральний (Житомир)                     | 2016           |              |
|              | «Оболонь»           | Київ                                                    | «Оболонь-Арена»                                      | 2013           |              |
|              | ФК «Олександрія»    | Олександрія (Кіровоградська область)                    | КСК «Ніка»                                           | 1990           |              |
|              | «Полісся»           | Житомир                                                 | Центральний                                          | 2016           |              |
|              | СК «Полтава»        | Полтава                                                 | «Зірка» ім. Станіслава Березкіна (Кропивницький)     | 2011           |              |
|              | «Рух»               | Львів                                                   | «Україна»                                            | 2003           |              |
|              | «Шахтар»            | Донецьк                                                 | «Донбас Арена» «Арена Львів» (Львів)                 | 1936           |              |
| Перша ліга   |                     |                                                         |                                                      |                |              |
|              | «Агробізнес»        | Волочиськ (Хмельницька область)                         | «Юність»                                             | 2016           |              |
|              | «Буковина»          | Чернівці                                                | «Буковина»                                           | 1958           |              |
|              | «Вікторія»          | Суми                                                    | «Ювілейний» «Колос» (Бориспіль)                      | 2015           |              |
|              | «Ворскла»           | Полтава                                                 | «Ворскла» ім. Олексія Бутовського                    | 1955           |              |
|              | «Інгулець»          | с-ще Петрове (Кіровоградська область)                   | «Інгулець»                                           | 2013           |              |
|              | «Лівий берег»       | Київ                                                    | Арена «Лівий берег» (мас. Млиново)                   | 2017           |              |
|              | «Металіст»          | Харків                                                  | «Металіст» «Авангард» (Ужгород)                      | 2019           |              |
|              | «Металург»          | Запоріжжя                                               | «Славутич-Арена»                                     | 2017           |              |
|              | «Нива»              | Тернопіль                                               | Міський ім. Романа Шухевича                          | 1978           |              |
|              | «Поділля»           | Хмельницький                                            | «Поділля»                                            | 1926           |              |
|              | «Прикарпаття-Благо» | Івано-Франківськ                                        | «Рух»                                                | 2016           |              |
|              | «Пробій»            | Городенка (Івано-Франківська область)                   | «Пробій-Арена»                                       | 1924           |              |
|              | «Фенікс-Маріуполь»  | Маріуполь (Донецька область)                            | «Західний» «Скіф» (Львів)                            | 2007           |              |
|              | ФК «Чернігів»       | Чернігів                                                | «Чернігів-Арена»                                     | 2003           |              |
|              | «Чорноморець»       | Одеса                                                   | «Чорноморець»                                        | 1936           |              |
|              | ЮКСА                | с. Тарасівка Фастівського району (Київська область)     | «Ювілейний» (Буча)                                   | 2015           |              |
| Друга ліга   |                     |                                                         |                                                      |                |              |
| Група А      |                     |                                                         |                                                      |                |              |
|              | «Атлет»             | Київ                                                    | «Атлет»                                              | 2006           |              |
|              | «Буковина-2»        | Чернівці                                                | «Буковина»                                           |                |              |
|              | СК «Вільхівці»      | с. Вільхівці (Закарпатська область)                     | «Вільхівці-Арена-Парк»                               | 1969           |              |
|              | «Куликів-Білка»     | с-ще Куликів (Львівська область)                        | «Арена Куликів»                                      | 2008           |              |
|              | ФК «Лісне»          | с. Лісне (Київська область)                             | Центральний ім. М. Бруквенка (с-ще Макарів)          | 2023           |              |
|              | «Нива»              | Вінниця                                                 | НТБ «Нива»                                           | 2016           |              |
|              | «Полісся-2»         | Житомир                                                 | НТЦ «Полісся» (с. Глибочиця)                         | 2024           |              |
|              | «Реал Фарма»        | Одеса                                                   | «Іван»                                               | 2000           |              |
|              | «Самбір-Нива-2»     | Тернопіль                                               | ім. Лева Броварського (Самбір)                       | 2024           |              |
|              | «Скала 1911»        | Стрий (Львівська область)                               | «Сокіл»                                              | 2020           |              |
|              | ФК «Ужгород»        | Ужгород                                                 | «Авангард»                                           | 2015           |              |
| Група Б      |                     |                                                         |                                                      |                |              |
|              | «Гірник-Спорт»      | Горішні Плавні (Полтавська область)                     | «Юність»                                             | 1989           |              |
|              | «Діназ»             | Вишгород (Київська область)                             | «Діназ» (с. Демидів)                                 | 1999           |              |
|              | «Колос-2»           | с. Ковалівка Білоцерківського району (Київська область) | «Ювілейний» (Буча)                                   | 2024           |              |
|              | «Лівий берег-2»     | Київ                                                    | НТК «Лівий берег» (тренувальне поле) (мас. Млиново)  | 2025           |              |
|              | «Локомотив»         | Київ                                                    | НТК ім. Віктора Баннікова                            | 1919           |              |
|              | «Олександрія-2»     | Олександрія (Кіровоградська область)                    | «Олімп»                                              | 1992           |              |
|              | «Пенуел»            | Кривий Ріг (Дніпропетровська область)                   | ім. Олександра Поворознюка (с. Володимирівка)        | 2005           |              |
|              | «Ребел»             | Київ                                                    | НТК ім. Віктора Баннікова                            | 2024           |              |
|              | ФК «Тростянець»     | Тростянець (Сумська область)                            | ім. Володимира Куца                                  | 2015           |              |
|              | «Чайка»             | с. Петропавлівська Борщагівка (Київська область)        | НТБ «Колос» (с. Софіївська Борщагівка)               | 2008           |              |
|              | «Чорноморець-2»     | Одеса                                                   | СОК «Люстдорф»                                       | 2025           |              |

## Чемпіонат України серед аматорів 2024/2025
| Емблема | Команда       | Місто / село                                                 | Стадіон                                       | Рік заснування |         |
| Група 1 | Група 1       | Група 1                                                      | Група 1                                       | Група 1        | Група 1 |
| ------- | ------------- | ------------------------------------------------------------ | --------------------------------------------- | -------------- | ------- |
|         | «Агрон»       | с. Великі Гаї (Тернопільська область)                        | «Сокіл»                                       | 2016           |         |
|         | ВІВАД         | с-ще Романів (Житомирська область)                           | Центральний                                   | 2021           |         |
|         | «Галич»       | Збараж (Тернопільська область)                               | «Колос»                                       | 2001           |         |
|         | «Дністер»     | Заліщики (Тернопільська область)                             | «Дністер»                                     | 1932           |         |
|         | «Колос»       | Полонне (Хмельницька область)                                | «Полонь»                                      | 2021           |         |
|         | ФК «Лісне»    | с. Лісне (Київська область)                                  | Центральний ім. М. Бруквенка (с-ще Макарів)   | 2023           |         |
|         | ФК «Миколаїв» | Миколаїв (Львівська область)                                 | Міський                                       | 2006           |         |
|         | «Мрія»        | с-ще Гостомель (Київська область)                            | Центральний                                   |                |         |
|         | «Сокіл»       | с. Михайлівка-Рубежівка (Київська область)                   | «Шкільний»                                    | 2010           |         |
|         | «Фенікс»      | с. Підмонастир (Львівська область)                           | «Арена Фенікс»                                | 2014           |         |
| Група 2 |               |                                                              |                                               |                |         |
|         | «Авангард»    | Лозова (Харківська область)                                  | «Авангард» Юріївського ліцею (с-ще Юріївка)   | 1969           |         |
|         | «Агротех»     | с. Тишківка Новоукраїнського району (Кіровоградська область) | «Ліцей-Арена»                                 | 2010           |         |
|         | «Атлет»       | Київ                                                         | «Атлет»                                       | 2006           |         |
|         | «Зірка»       | Кропивницький                                                | «Зірка» ім. Станіслава Березкіна              | 1911           |         |
|         | «Нафтовик»    | Охтирка (Сумська область)                                    | «Нафтовик» «Нові Санжари» (с-ще Нові Санжари) | 1980           |         |
|         | «Олімпія»     | с. Савинці Миргородського району (Полтавська область)        | «Старт» (Миргород)                            | 1976           |         |
|         | «Пенуел»      | Кривий Ріг (Дніпропетровська область)                        | «Світло»                                      | 2005           |         |
|         | «Ребел»       | Київ                                                         | «Шкільний» (с. Михайлівка-Рубежівка)          | 2024           |         |
|         | «Стандарт»    | с-ще Нові Санжари (Полтавська область)                       | «Нові Санжари»                                | 1971           |         |
|         | «Титан»       | Одеса                                                        | «Шкільний» (Чорноморськ)                      | 2021           |         |

## За регіональною ознакою
| №  | Регіон                    | Всього | Проф. | Амат. | Команди ПЛ                       | Команди 1Л                        | Команди 2Л                           | Команди ААФУ              |
| -- | ------------------------- | ------ | ----- | ----- | -------------------------------- | --------------------------------- | ------------------------------------ | ------------------------- |
| 1  | АР Крим                   | 0      | 0     | 0     |                                  |                                   |                                      |                           |
| 2  | Вінницька область         | 1      | 1     | 0     |                                  |                                   | «Нива» В                             |                           |
| 3  | Волинська область         | 0      | 0     | 0     |                                  |                                   |                                      |                           |
| 4  | Дніпропетровська область  | 2      | 1     | 1     | «Кривбас»                        |                                   |                                      | «Пенуел»                  |
| 5  | Донецька область          | 2      | 2     | 0     | «Шахтар»                         | «Фенікс-Маріуполь»                |                                      |                           |
| 6  | Житомирська область       | 3      | 2     | 1     | «Полісся»                        |                                   | «Полісся-2»                          | ВІВАД                     |
| 7  | Закарпатська область      | 4      | 4     | 0     |                                  | ФК «Минай» ФК «Хуст»              | СК «Вільхівці» ФК «Ужгород»          |                           |
| 8  | Запорізька область        | 1      | 1     | 0     |                                  | МФК «Металург»                    |                                      |                           |
| 9  | Івано-Франківська область | 3      | 3     | 0     |                                  | «Прикарпаття»                     | «Пробій» «Ревера 1908»               |                           |
| 10 | Київ                      | 6      | 4     | 2     | «Динамо» «Оболонь» «Лівий берег» |                                   | «Локомотив»                          | «Атлет» «Ребел»           |
| 11 | Київська область          | 8      | 5     | 3     | «Колос» К                        | «Діназ» ЮКСА                      | «Колос-2» «Чайка»                    | ФК «Лісне» «Мрія» «Сокіл» |
| 12 | Кіровоградська область    | 5      | 3     | 2     | ФК «Олександрія» «Інгулець»      |                                   | «Олександрія-2»                      | «Агротех» «Зірка»         |
| 13 | Луганська область         | 1      | 1     | 0     | «Зоря»                           |                                   |                                      |                           |
| 14 | Львівська область         | 7      | 5     | 2     | «Карпати» «Рух»                  |                                   | «Куликів-Білка» «Рух-2» «Скала 1911» | ФК «Миколаїв» «Фенікс»    |
| 15 | Миколаївська область      | 0      | 0     | 0     |                                  |                                   |                                      |                           |
| 16 | Одеська область           | 3      | 2     | 1     | «Чорноморець»                    |                                   | «Реал Фарма»                         | «Титан»                   |
| 17 | Полтавська область        | 7      | 5     | 2     | «Ворскла»                        | «Кремінь» СК «Полтава»            | «Ворскла-2» «Гірник-Спорт»           | «Олімпія» «Стандарт»      |
| 18 | Рівненська область        | 1      | 1     | 0     | «Верес»                          |                                   |                                      |                           |
| 19 | Сумська область           | 3      | 2     | 1     |                                  | «Вікторія»                        | ФК «Тростянець»                      | «Нафтовик»                |
| 20 | Тернопільська область     | 5      | 2     | 3     |                                  | «Нива» Т                          | «Самбір-Нива-2»                      | «Агрон» «Галич» «Дністер» |
| 21 | Харківська область        | 4      | 3     | 1     |                                  | «Металіст» «Металіст 1925»        | «Металіст 1925-2»                    | «Авангард»                |
| 22 | Херсонська область        | 0      | 0     | 0     |                                  |                                   |                                      |                           |
| 23 | Хмельницька область       | 4      | 3     | 1     |                                  | «Агробізнес» «Епіцентр» «Поділля» |                                      | «Колос» П                 |
| 24 | Черкаська область         | 1      | 1     | 0     | ЛНЗ                              |                                   |                                      |                           |
| 25 | Чернівецька область       | 1      | 1     | 0     |                                  | «Буковина»                        |                                      |                           |
| 26 | Чернігівська область      | 2      | 2     | 0     |                                  | ФК «Кудрівка»                     | «Чернігів»                           |                           |
| 27 | Севастополь               | 0      | 0     | 0     |                                  |                                   |                                      |                           |